# 世にも奇妙な物語 秋の特別編 (1991年)
『世にも奇妙な物語 秋の特別編』（よにもきみょうなものがたり あきのとくべつへん）は、1991年10月3日（木曜）19:00 - 20:54にフジテレビで放送された『世にも奇妙な物語』の特別編。

## ニュースおじさん
- 主演 - 大竹しのぶ

## バーチャル・リアリティー

### キャスト
- 前田恭一 - 錦織一清
- 吉村 - 吉田紀之
- 福沢 - 小野寺昭
- 宮沢千絵
- 津田卓也
- 田中克枝

### スタッフ
- 脚本 - 戸田山雅司
- 演出 - 星護

## 戦争はなかった

### キャスト
- 紺野和夫 - 林隆三
- 紺野洋子 - 大森暁美
- 北村総一朗
- 守田比呂也
- 石見栄英
- 笠井一彦
- 正城慎太郎
- 天現寺竜
- 岸本一人
- 三井善忠
- 谷田真吾
- 清水真由
- 酒井麻吏
- 徳元かずみ

### スタッフ
- 原作 - 小松左京「戦争はなかった」（新潮社）
- 脚本 - 君塚良一
- 演出 - 落合正幸

## 開かずの踏切

### キャスト
- 津田陽介 - 石田純一
- 田口 - 下元勉
- 神谷 - ベンガル
- 奥田佳子
- 野村真美
- 山崎大輔
- 土倉有貴

### スタッフ
- 脚本 - 笠原邦暁
- 演出 - 松田秀知

## 40年

### キャスト
- 西川雅代 - 八千草薫
- 中根晶子 - 淡路恵子
- 梶本時夫 - 宮下直紀
- 小栗香織
- 四禮正明
- 高杉哲平
- 荻原賢三
- 布施木昌之
- 奥村正
- 城海峰
- 早川亜友子
- 村上冬樹
- 原ひさ子

### スタッフ
- 原案 - 月島水樹
- 脚本 - 金子成人
- 演出 - 藤田明二